# Antony and Cleopatra (1908)

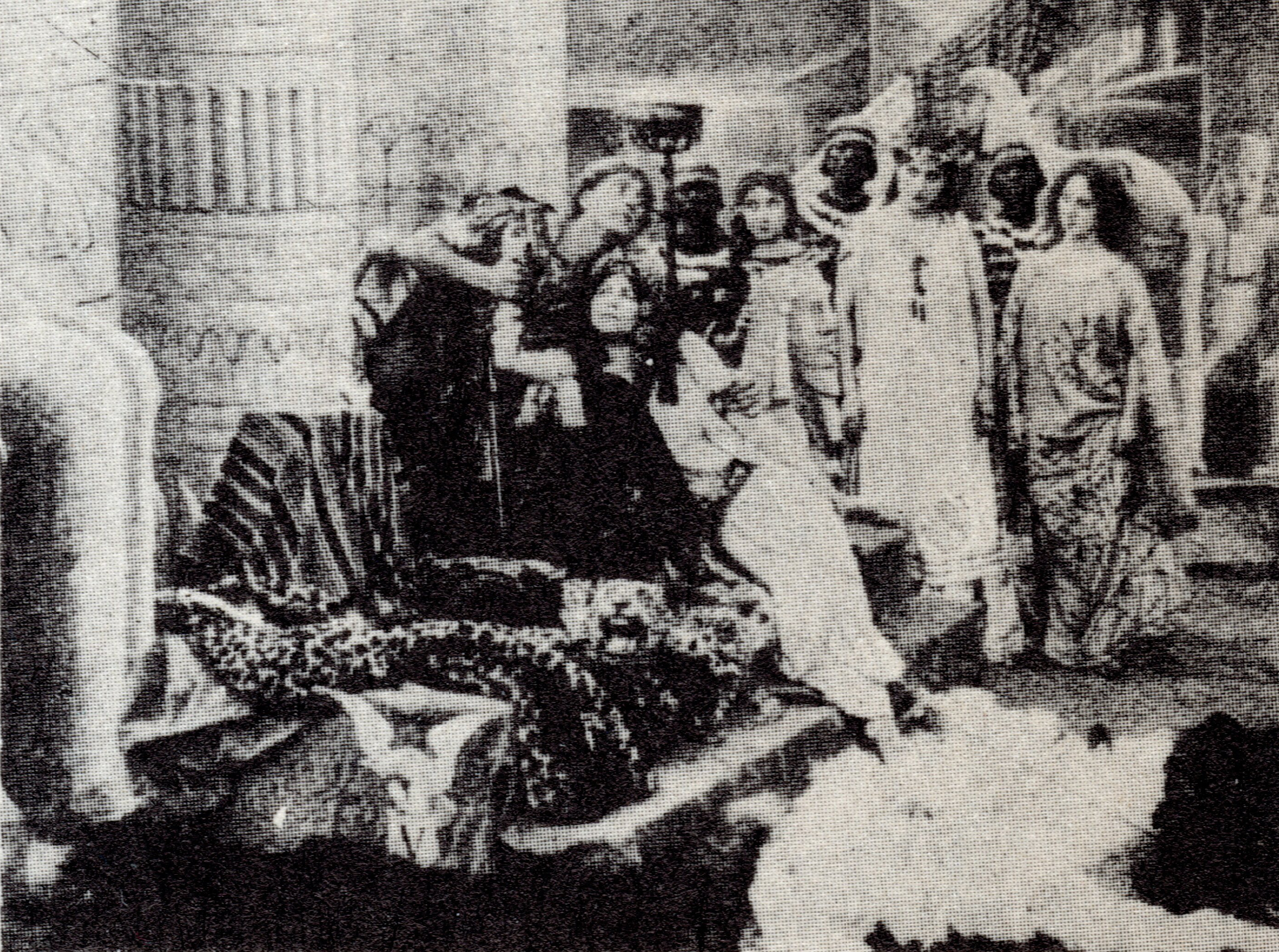
Frame do filme

Antony and Cleopatra é um filme dramático de 1908 estrelando Maurice Costello e Florence Lawrence, baseado em William Shakespeare na peça de mesmo nome. O filme foi dirigido por Charles Kent.
Cópia do filme encontra-se conservada na Biblioteca do Congresso, nos Estados Unidos.